# Sami Gayle
Pour les articles homonymes, voir Gayle.
Sami Gayle (née le 22 janvier 1996) est une actrice américaine.

## Biographie
Depuis 2010, elle incarne Nicole « Nicky » Reagan-Boyle dans la série Blue Bloods.
En 2011, elle partage l'affiche de Detachment aux côtés d'Adrien Brody.
En 2013, elle incarne Mia dans Vampire Academy au côté de Lucy Fry et Zoey Deutch.

## Filmographie

### Cinéma
- 2011 : Detachment : Erica
- 2012 : 12 heures (Stolen) : Alison
- 2013 : Le Congrès (The Congress) : Sarah
- 2013 : Hateship, Loveship de Liza Johnson : Edith
- 2014 : Vampire Academy de Mark Waters : Mia Rinaldi
- 2018 : Candy Jar : Lona

### Télévision
- 2009-2010 : As The World Turns (Série TV) : Hayden Lawson
- 2010-2020 : Blue Bloods (Série TV) : Nicky Reagan Boyle
- 2011 : Royal Pains (Série TV) : Natalie